# Кен-Суу
Кен-Суу (кирг. Кең-Суу — село в Тюпському районі Іссик-Кульської області Киргизстану. Входить до складу Сан-Таського аільного округу. Код СОАТО — 41702 225 865 03 0 .

## Населення
За даними перепису 2009 року, в селі проживало 1922 людини.

## Відомі уродженці
- Садир Жапаров